# Незамаївська
Незамаєвська (Незамаївська, рос.  Незамаевская ) — станиця в Павлівському районі Краснодарського краю, утворює Незамаївське сільське поселення.
Населення — 3082 жителя (2002), п'яте місце по району.

## Географія
Станиця розташована на берегах Єї, в 37 км на схід від районного центру — станиці Павлівської.

## Історія
- Незамаївське курінне селище засноване в 1794 році[1] — одне з перших сорока поселень чорноморських козаків на Кубані (див. кубанські козаки). Назву перенесено з Незамаїівського куреня Січі.
- Стаття про Незамаївську в енциклопедичному словнику Брокгауза і Ефрона:

«Незамаївська — станиця Кубанської області, Єйського відділу, при річці, у 36 верстах від залізничної станції Павловської. Жителів 9525; на прилеглих до станиці хуторах (Ново-Іванівський, Ново-Єлизаветинський та ін) 5053. Переважне населення — козаки, малороси. Головне заняття — землеробство.»
- Навесні 1918 року був убитий червоноармійцями станичний священик Іоанн Пригоровський, канонізований РПЦ у 2000 році.[2]
- У 1934—1941 роках станиця була центром Незамаївського району.